# 歧化反应
歧化反应，又稱異化反應、不均化反應或自身氧化还原反应，为化学反应的一种。在歧化反应中，两个一样的反应物或元素，其一之氧化数（化合价）会上升，另一则会下降。 與歸中反應相對。

## 例子
- 實驗室中將氯氣加入稀及冷的氫氧化鈉製備次氯酸漂白劑的過程，其離子方程式為：

{\displaystyle {\ce {Cl2 + 2OH- -> Cl- +ClO- + H2O}}}
氯气中氯的化合价为0。氯離子中氯的化合价下降到-1；而次氯酸中氯的化合价则上升到+1。
- 氯气与熱及濃的氢氧化钠溶液反应，生成氯化钠、氯酸钠和水。其离子方程式为：

{\displaystyle {\ce {3Cl2 + 6OH- -> 5Cl- + ClO3- + 3H2O}}}
氯气中氯的化合价为0。氯化钠中氯的化合价下降到-1；而氯酸钠中氯的化合价则上升到+5。
- 再如，红棕色的二氧化氮和水反应，生成硝酸和一氧化氮的方程式为:

{\displaystyle {\ce {H2O + 3NO2 -> 2HNO3 + NO ^}}}
二氧化氮中氮的化合价为+4。硝酸中氮的化合价上升到+5；而一氧化氮中氮的化合价则下降到+2。
- 雙氧水加入二氧化錳會分解成水及氧氣，在水中，氧的氧化數從-1降到-2，氧氣中的氧化數從-1升至0。

{\displaystyle {\ce {2H2O2 -> 2H2O +O2 ^}}}